# Bodies: The Exhibition

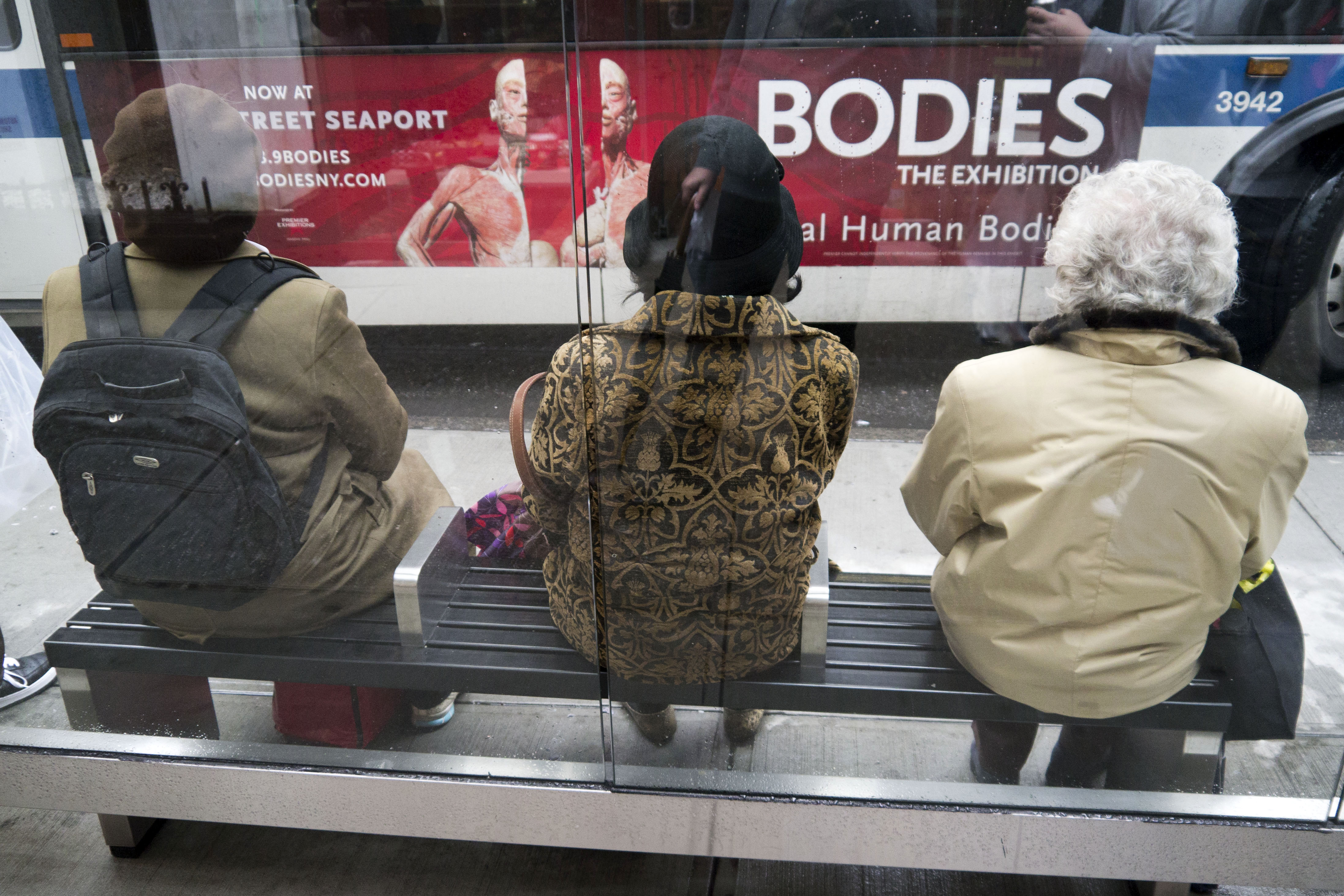
Upoutávka na výstavu v New Yorku z roku 2012

Bodies: The Exhibition je kontroverzní výstava, která představuje a ukazuje lidské tělo. Jedná se o skutečná mrtvá lidská těla, ošetřená a konzervovaná speciální metodou, která se nazývá plastinace. Výstava zahrnuje více než 20 lidských těl a představuje návštěvníkům kosterní soustavu, svalstvo i jednotlivé orgány.
Poprvé byla prezentována v Tampě na Floridě 20. srpna 2005. Nejprve od 5. května do 28. října 2007 byla výstava otevřena v Praze ve velkém sále Lucerny, poté od 22. 2. do 23. 7. 2017 na Výstavišti Praha.